# Tal-y-Cafn

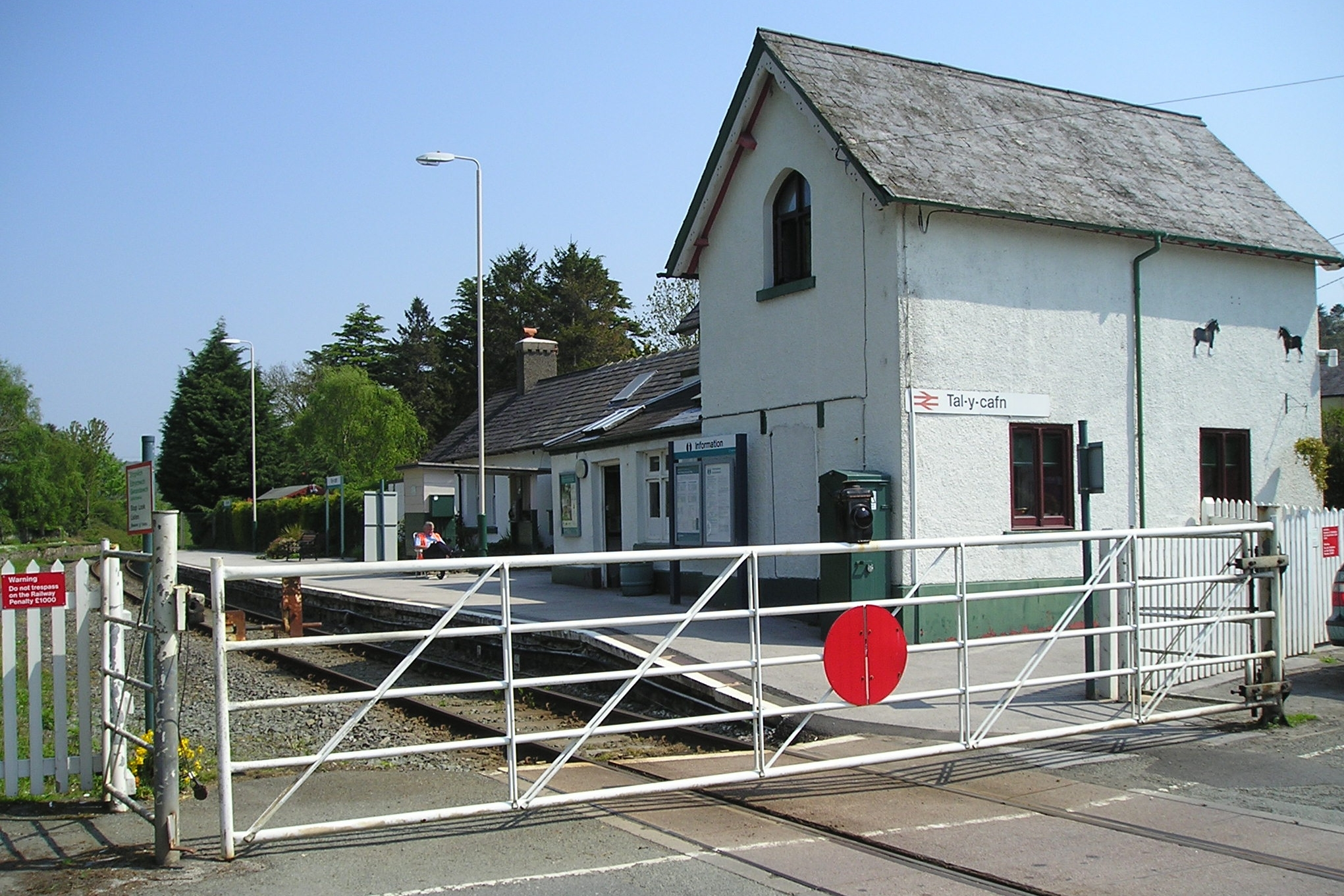
Bahnhof in Tal-y-Cafn: Die Tore müssen bei der Durchfahrt eines Zuges händisch umgestellt werden.

Tal-y-Cafn (Walisisch für Platz gegenüber der Fähre) ist ein kleines Dorf im Conwy County Borough, Nordwales, in der Community Eglwysbach.
Es liegt im Conwy Valley in der Nähe der römischen Siedlung Canovium bei Caerhun und war der Standort einer römischen Flussüberquerungsmöglichkeit des Conwy. Eine mittelalterliche Fähre, die bereits seit 1301 in Betrieb war, wurde 1897 durch eine Stahlbrücke aus genieteten Platten und Winkeln auf Pfeilern aus Beton und Mauerwerk ersetzt. Ursprünglich war die Brücke eine Zollbrücke, heute ist sie zollfrei und die einzige Straßenbrücke über den Fluss zwischen Conwy und Llanrwst.
Die heutige Brücke stammt aus den Jahren 1977/78, nachdem die ursprüngliche Konstruktion stark verrostet war. Der gewählte Entwurf von A. M. Hamilton ist deswegen von Interesse, weil es sich um eine Callender-Hamilton-Brücke des Typs B10 in Einheitenbauweise handelt, die für einen schnellen Einsatz im zivilen und militärischen Bereich vorgesehen ist. Die vorgefertigten Stahlteile sind zum Schutz vor Korrosion feuerverzinkt, und jedes von ihnen war so leicht, dass es von nur zwei Personen getragen werden konnte. Die Pfeiler der alten Brücke waren in perfektem Zustand, zudem gab es die Auflage, dass der Fußweg während des Wiederaufbaus jederzeit benutzbar sein musste. Daher entschied man sich für ein ungewöhnliches Montageverfahren, bei dem die neue Brücke durch die alte Brücke hindurch und um sie herum montiert wurde. Nach der Fertigstellung wurde die neue Brücke auf die Pfeiler abgesenkt, indem die alte Brücke Stück für Stück weggeschnitten wurde.
Die Brücke führt auch Wasser in einer Rohrleitung von Llyn Dulyn und Llyn Melynllyn in die Carneddau Mountains zur Küstenstadt Llandudno.
Tal-y-Cafn ist vor allem als Standort des Tal-y-Cafn-Hotels, eines ehemaligen Gasthofs an der A470, und des angrenzenden Bahnhofs Tal-y-Cafn bekannt. Südlich des Bahnübergangs befand sich ein Viehmarkt, wo früher ein Gleisanschluss und eine Laderampe waren. Nach den Beschränkungen für den Viehverkehr infolge des Ausbruchs der Maul- und Klauenseuche im Jahr 2001 wurde der Markt nicht wieder eröffnet. Auf dem Gelände befindet sich heute eine Wohnsiedlung. Der Laden und das Postamt sind ebenfalls geschlossen und wurden abgerissen. Das Hotel, das 2010 geschlossen wurde, wurde erheblich umgebaut und im Sommer 2016 unter dem Namen Tal-y-Cafn wiedereröffnet.
In der Nähe befindet sich Bodnant Garden, ein Besitz des National Trust, der eine Größe von 320.000 m² hat.
Eine moderne Wohnsiedlung am Westufer des Flusses war der Standort von The Ferry, einer ehemaligen Gaststätte. Diese Kneipe, die zu einer Zeit beliebt war, als an Sonntagen Alkohol ausgeschenkt werden durfte (was auf der anderen Seite des Flusses nicht erlaubt war), litt unter der Aufhebung des Sunday Closing (Wales) Act 1881.